# Gottfried Krczal

Gottfried Krczal

Gottfried „Friedl“ Krczal, ab 1942 Gottfried Bergener (* 26. Oktober 1885 in Bergen, Österreich-Ungarn; † 30. September 1966 in Nürnberg) war ein sudetendeutscher Politiker (SdP, später NSDAP) und SA-Führer.

## Leben
Gottfried Krczal wurde als Sohn eines Gemeindesekretärs geboren. Nach dem Besuch der Volksschule in Bergen und der Ober-Realschule in Znaim arbeitete er vom 1. Dezember 1903 bis zum 21. Dezember 1935 als Beamter der Arbeiter-Unfallversicherungsanstalt für Mähren und Schlesien mit Sitz in Brünn. Am Ersten Weltkrieg nahm Krczal als Frontoffizier im südmährischen Infanterieregiment Nr. 99, Znaim, teil und kam in italienische Gefangenschaft. Daneben engagierte er sich in der völkischen Turnbewegung im Turngau Südmähren des Deutschen Turner-Bundes (DTB): er wurde 1926 Gaugeschäftsführer und war von 1930 bis zur Selbstauflösung des DTB 1935 Gauobmann. Er war enger Mitarbeiter von Konrad Henlein und 1934 bis 1935 Obmannstellvertreter des DTB. Er war auch Gauschriftwart und Gaugeschäftsführer des Gauboten.
Ab Mai 1935 war Krczal Senator der Sudetendeutschen Partei (SdP) im tschechoslowakischen Parlament und gehörte seitdem dem Vorstand des parlamentarischen Klubs der Senatoren und Abgeordneten der SdP an. Am 1. Oktober 1936 amtierte er als Schatzmeister und ab dem 1. Mai 1938 als oberster Richter der SdP. Vom 23. September 1938 bis zum 7. Oktober 1938 wurde er vor dem Hintergrund der Sudetenkrise durch die tschechoslowakische Polizei in Brünn inhaftiert. Nach der Angliederung der Sudetengebiete durch das Deutsche Reich im Oktober 1938 infolge des Münchener Abkommens trat er zum 1. November 1938 der NSDAP bei (Mitgliedsnummer 6.600.841), gehörte von November 1938 bis 1943 der NS-Gauleitung Sudetenland an und wurde Leiter beziehungsweise später Vorsitzender des örtlichen Gaugerichts der Partei. Krczal trat nach der Ergänzungswahl am 4. Dezember 1938 auf Reichswahlvorschlag für die sudetendeutschen Gebiete in den nationalsozialistischen Reichstag ein, dem er bis zum Ende der NS-Herrschaft im Frühjahr 1945 angehörte. 1939 wurde er Mitglied der Burschenschaft Libertas Brünn. 1941 war er Bereichsleiter der NSDAP. Ab 1943 war er Oberdirektor der Unfallversicherungsanstalt für Mähren in Brünn. In der SA erreichte Krczal den Rang eines Standartenführers.
Nach Kriegsende befand er sich als Angehöriger des Volkssturms bis September 1946 in sowjetischer Kriegsgefangenschaft. Danach nahm er seinen Wohnsitz im thüringischen Hildburghausen, wo er noch 1946 zum Bürgermeister gewählt wurde. Die Wahl wurde nicht bestätigt. Ab 1950 lebte er in Weitersroda. Während einer Rückreise aus Salzburg starb er im Hauptbahnhof Nürnberg.